# Trône Ludovisi
Pour les articles homonymes, voir Trône (homonymie).

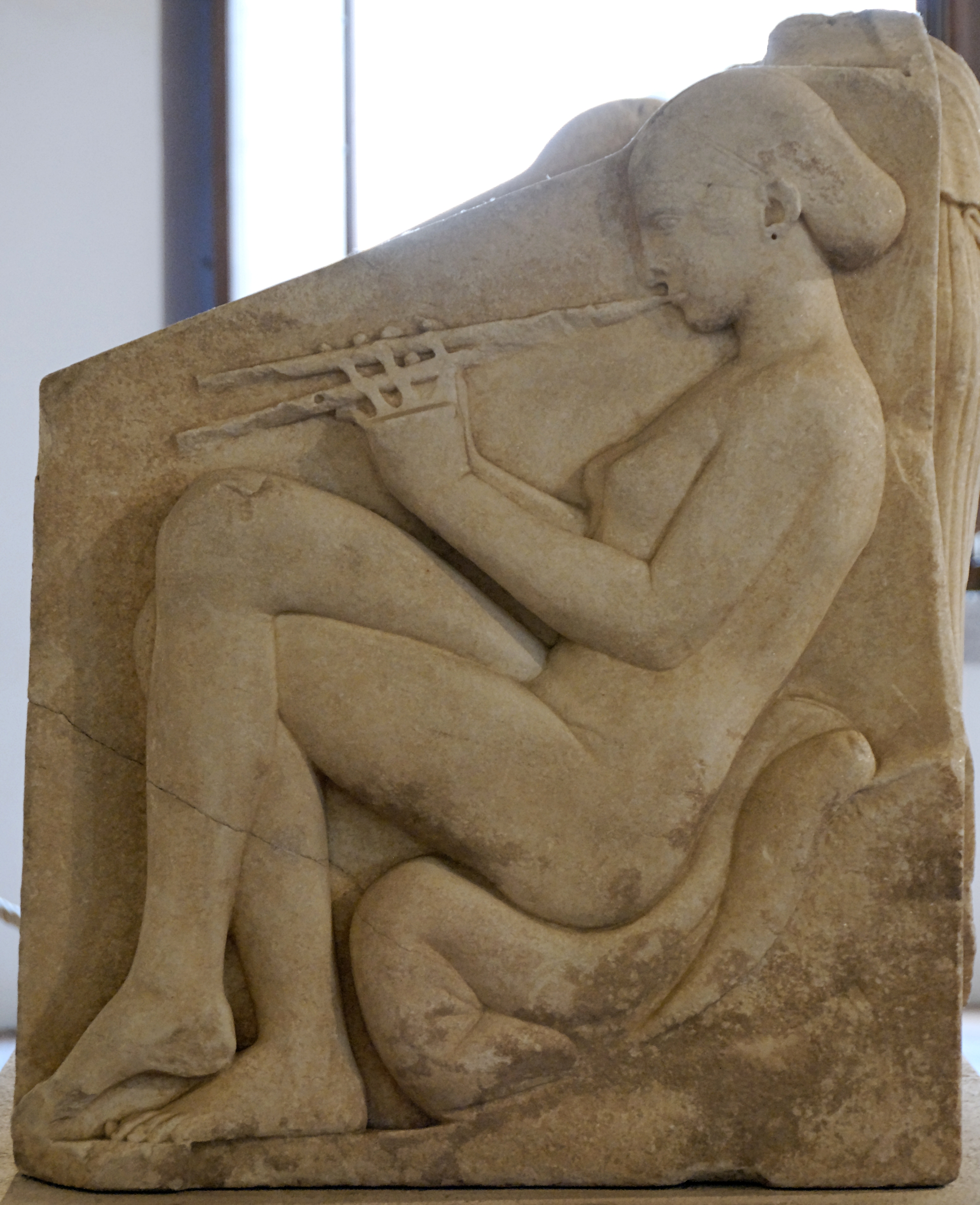
Panneau de gauche: une femme nue jouant de l' aulos

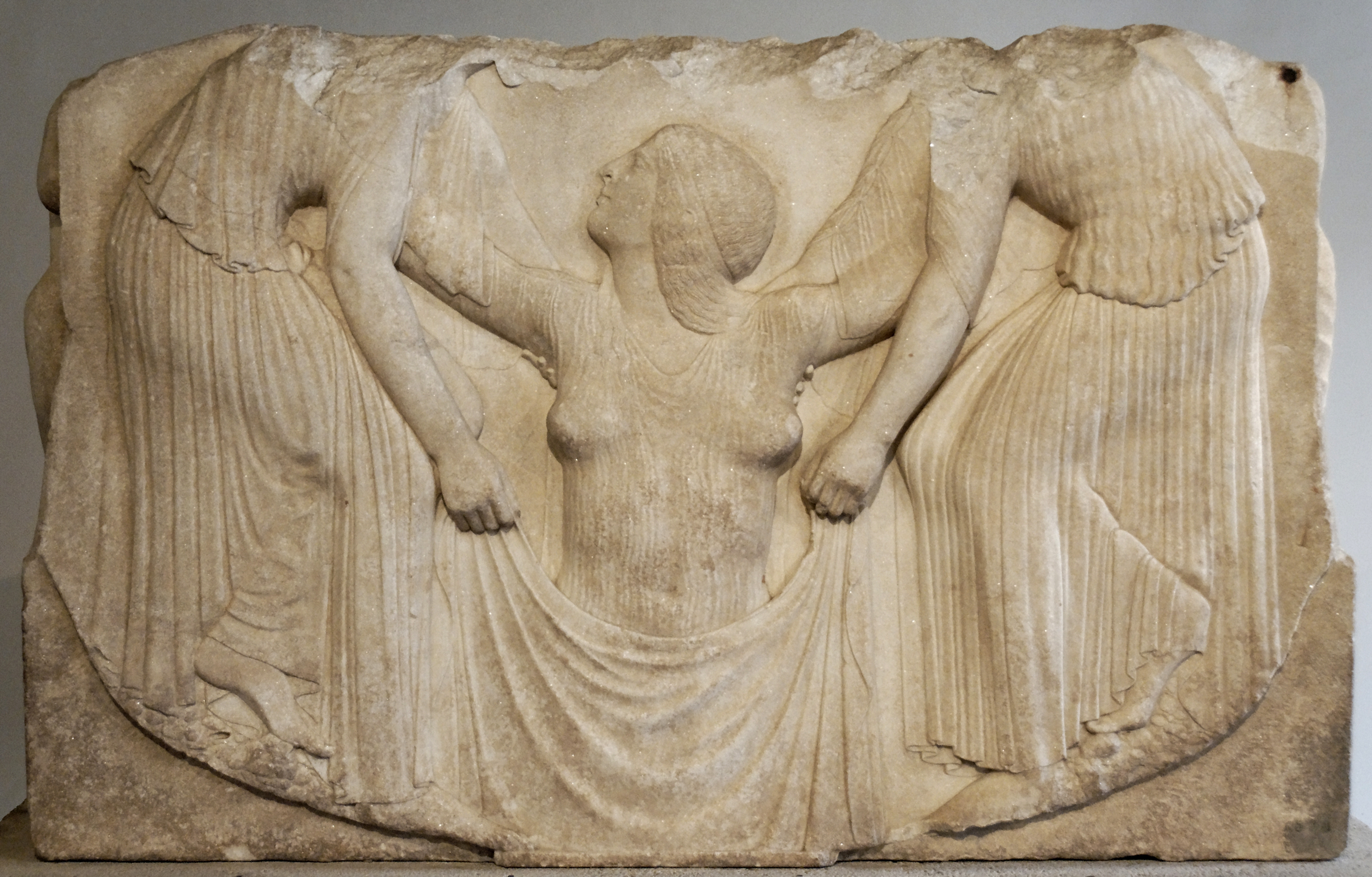
Panneau principal: "Aphrodite qui sort de la mer".

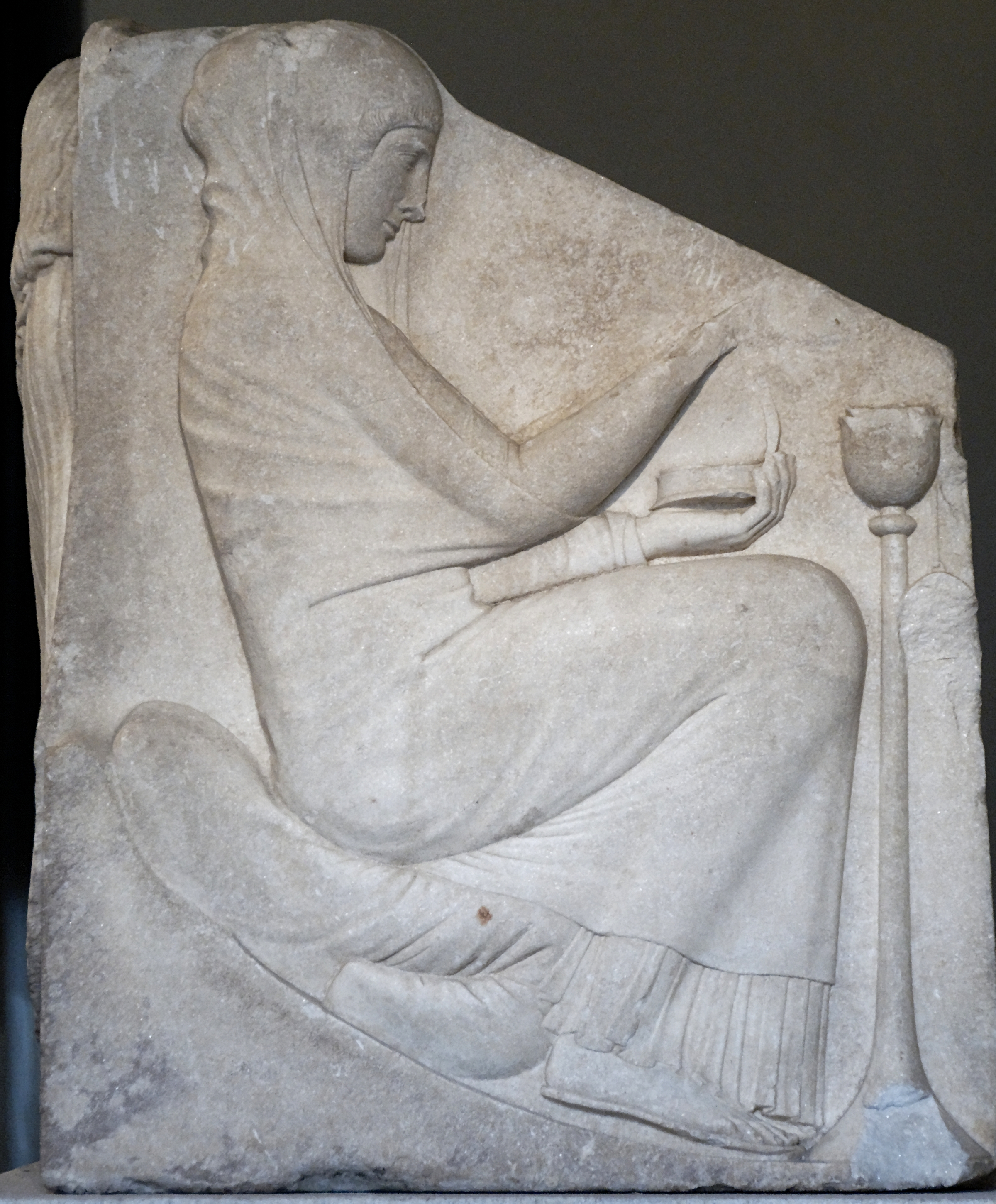
Panneau de droite: femme accroupie voilée offre de l'encens

Le Trône Ludovisi est une sculpture antique de marbre blanc. Évidé de l'intérieur, il présente des bas-reliefs sur ses trois faces extérieures. La communauté scientifique assure qu'il provient de la Grèce occidentale, de la Grande-Grèce et situe à environ -460. Il appartiendrait au style sévère, mouvement artistique de transition entre la période archaïque et la période classique. Cependant, il reste une minorité de chercheurs qui mettent encore en doute son authenticité. Le Trône Ludovisi est conservé au Musée national romain à Rome, depuis son achat par l'État italien en 1894.

## Description
Le panneau sculpté au centre est habituellement identifié à Aphrodite sortant de la mer, cette scène représenterait en effet Vénus anadyomène. Il est haut de 0,9 mètre et large de 1,4 mètre. La déesse, en s'accrochant aux vêtements diaphanes, est aidé par deux Heures debout sur le rivage. Elles ont préparé son habit représenté par un drap qu'elles détiennent conjointement et qui cache le bas de son corps à partir de la taille. Les sujets de deux bas-reliefs d'accompagnement, situés de part et d'autre, tournent le dos au mystère du sujet central. Le relief de droite représente une femme accroupie voilée qui offre de l'encens grâce à un thymiaterion (brûleur d'encens) tenu dans sa main gauche. Les dimensions du panneau de droite sont une hauteur de 0,87 m et une longueur de 0,69 m. L'autre montre une jeune fille nue, assise avec les genoux croisés, qui joue de la musique avec une double flûte appelée l'aulos; ses cheveux sont retenus par un foulard. Les dimensions du panneau de gauche sont une hauteur de 0,84 m et une longueur de 0,68 m.
L'iconographie de l'objet n'a pas d'équivalent dans l'Antiquité, donc on doute encore sur le véritable thème du panneau. D'après certaines propositions basées notamment sur la présence des deux servantes, le panneau de la femme émergente représenterait le rituel de revêtement d'une déesse chthonienne, probablement Perséphone, sortant d'une faille dans la terre, Pandore est également montrée ainsi dans les vases peints d'Attique ou Héra renaissant des eaux de Kanathos près de Tirynthe comme Héra Parth.

## Historique
Le Trône a été découvert en 1887, alors dans les vastes jardins de la Villa Ludovisi, à Rome, auparavant les anciens jardins de Salluste. Il a été déplacé dans la Villa Ludovisi, d'où son nom moderne. Les Ludovisi sont une famille papale qui ont été de mécènes et de collectionneurs depuis le début du dix-septième siècle. Des difficultés financières l'ont forcée à vendre les collections Ludovisi à l'État italien en 1894. Les terrains de la Villa Ludovisi ont été divisés en lots, des rues ont été tracés à travers et le quartier a irrémédiablement changé. 
Les conclusions sur le but original des objets, le sens de ses reliefs et son lieu de fabrication sont toutes débattues, mais en 1982, il a été solidement relié au temple de Marasa, à Locri, un temple ionique d'Aphrodite qui a été reconstruit à l'intérieur, en 480 av. J.-C.
En effet, il est attribué à un atelier de sculpture de l'ancienne ville de Locres, colonie grecque d'Italie, dans l'actuelle région Calabre, sise en bas de la botte de l'Italie,  face à la Sicile.
Une reconstruction du trône a été présentée, afin de l'insérer exactement aux blocs restants dans le temple de fondations, et il a été constaté que les plaques votives en terre cuite, ou pinakes, des cultes à Locri Epizefiri, soient le seul parallèle stylistiques au Trône.

## Analyse de Jérôme Eisenberg
Les seules autres représentations du nu féminin à cette période (vers -460) sont sur la poterie attique. Les critiques des anomalies de l'anatomie et de détail, et les doutes sur l'authenticité du Trône Ludovisi ont été résumées par Jérôme Eisenberg dans un article de 1996 de Minerva, qui a affirmé en partie, que l'hétaïre joueuse de flûte a été inspirée d'une sculpture d'Euphronios de la fin du sixième siècle avant notre ère, publié en 1857, dans l'Ermitage de la collection Campana. Eisenberg a noté qu'une représentation romaine tardive du deuil de Pénélope pour Ulysse est le seul exemple iconographique classique de la sculpture qui représente une femme avec les jambes croisées: la Pénélope est entièrement vêtue. Pénélope attendant (avec Télémaque) le retour d'Ulysse à Ithaque est représentée avec les jambes croisées (jambe gauche sur la jambe droite, vu à partir de la gauche) sur un skyphos à figures rouges de Chiusi, datée environ à 440 avant notre ère.